# Diogo Prioste
Diogo Ferreira Prioste (Lisboa, Portugal, 26 de marzo de 2004) es un futbolista portugués que juega de centrocampista en el S. L. Benfica "B" de la Segunda División de Portugal.

## Trayectoria
Tras iniciar su carrera en el Damaia Ginásio Clube, pasó al S. L. Benfica. Firmó su primer contrato profesional en septiembre de 2020.

## Selección nacional
Ha representado a Portugal en selecciones juveniles.

## Estadísticas

### Clubes
Actualizado al último partido disputado el 3 de noviembre de 2024.
| Club                       | Div.          | Temporada     | Liga  | Liga  | Liga   | Copas nacionales | Copas nacionales | Copas nacionales | Copas internacionales | Copas internacionales | Copas internacionales | Total | Total | Total  |
| Club                       | Div.          | Temporada     | Part. | Goles | Asist. | Part.            | Goles            | Asist.           | Part.                 | Goles                 | Asist.                | Part. | Goles | Asist. |
| -------------------------- | ------------- | ------------- | ----- | ----- | ------ | ---------------- | ---------------- | ---------------- | --------------------- | --------------------- | --------------------- | ----- | ----- | ------ |
| S. L. Benfica "B" Portugal | 2.ª           | 2021-22       | 1     | 0     | 0      | —                | —                | —                | —                     | —                     | —                     | 1     | 0     | 0      |
| S. L. Benfica "B" Portugal | 2.ª           | 2023-24       | 27    | 1     | 1      | —                | —                | —                | —                     | —                     | —                     | 27    | 1     | 1      |
| S. L. Benfica "B" Portugal | 2.ª           | 2024-25       | 9     | 3     | 0      | —                | —                | —                | —                     | —                     | —                     | 9     | 3     | 0      |
| S. L. Benfica "B" Portugal | Total club    | Total club    | 37    | 4     | 1      | 0                | 0                | 0                | 0                     | 0                     | 0                     | 37    | 4     | 1      |
| Total carrera              | Total carrera | Total carrera | 37    | 4     | 1      | 0                | 0                | 0                | 0                     | 0                     | 0                     | 37    | 4     | 1      |